# L’Ametlla del Vallès
L’Ametlla del Vallès település Spanyolországban, Barcelona tartományban. Lakosainak száma 9462 fő (2024).

## Földrajza
L’Ametlla del Vallès Figaró-Montmany, La Garriga, Les Franqueses del Vallès, Canovelles, Santa Eulàlia de Ronçana és Bigues i Riells del Fai községekkel határos.

## Népesség
A település lakosságának változását az alábbi diagram mutatja:
| Lakosok száma | 469  | 761  | 1036 | 1143 | 2695 | 7111 | 7949 | 8283 | 8462 | 9462 |
|               | 1717 | 1887 | 1936 | 1960 | 1986 | 2004 | 2009 | 2014 | 2019 | 2024 |